# 兹德涅克·米莱尔
兹德涅克·米莱尔（捷克語：Zdeněk Miler，捷克語發音：[ˈzdɛɲɛk ˈmɪlɛr]，1921年2月21日—2011年11月30日），捷克共和国艺术家、动画师、电影导演，因创作《鼹鼠的故事》系列动画片而闻名于世，被称为“小鼹鼠之父”。

## 生平
米莱尔1921年出生于捷克斯洛伐克首都布拉格附近的克拉德諾，自小喜爱绘画，1936年进入国家美术学校学习。纳粹德国占领捷克斯洛伐克后，他参加了1939年底因为扬·奥普莱塔尔之死而引发的抗议活动。这次抗议活动导致德国占领当局关闭了所有高等院校。米莱尔因此被迫停学，但所幸没有被送往集中营，此后便以绘画为生。
1942年，米莱尔开始在兹林的一家动画工作室工作，期间学习了电影制作、尤其是动画电影制作的重要技能。第二次世界大战结束后，他进入刚刚成立的Bratři v triku工作室（现属Krátký电影公司）工作。
1956年的一天，米莱尔在克拉德诺的树林中不小心被鼹鼠打洞堆出的鼹鼠丘绊倒。他从中获得灵感，创作了鼹鼠的动画形象。次年，《鼹鼠的故事》系列动画影片的第一部《鼹鼠做裤子》（Jak krtek ke kalhotkám přišel）在布拉格首映，并大受欢迎。之后的半个世纪里，米莱尔又领导创作了近50部描绘小鼹鼠历险经历的动画片，其中大部分创作于1970年代和1990年代。为了使这一系列的动画片跨越国界和语言的障碍，米莱尔决定让小鼹鼠在片中尽量避免语言表达，而是采用丰富的动作、表情以及简单的声音来传递信息。这一策略取得了成功，系列动画片受到包括东欧、德国、奥地利、中国、印度在内的世界各地儿童观众的广泛喜爱。相关的电影、图书等产品被翻译成20种语言，在80多个国家发行。米莱尔也因此被称为“小鼹鼠之父”。
米莱尔一生共创作了约70部动画片，除了《鼹鼠的故事》之外，还有《蟋蟀的故事》等。
2001年，米勒宣布因健康原因停止创作电影。
2011年11月30日，米莱尔在距布拉格不远的普日布拉姆一家疗养院去世，享年90岁。

## 主要作品
- 鼹鼠的故事